# Letzte Liebe (1935)
Letzte Liebe ist ein österreichisches Filmdrama mit dem aus Hitler-Deutschland geflohenen Schauspieler-Ehepaar Albert und Else Bassermann. Weitere Hauptdarsteller waren die gleichfalls vor den Nazis geflüchteten und nach Österreich heimgekehrten jüdischen Künstler Hans Jaray und Oskar Karlweis sowie die Japanerin Michiko Meinl. Regie führte der Schauspielkollege Fritz Schulz.

## Handlung
Thomas Bruck, ein in die Jahre gekommener Komponist, kehrt nach einem Jahrzehnt der Abwesenheit ins heimatliche Wien zurück. Wie schon früher bezieht er Logis bei seiner alten Freundin Hanna von Hooven, die ebenfalls ihre ganze Liebe der Musik gewidmet hat. Die Gesangspädagogin wohnt mit ihrem Sohn Walter, der sich einen Namen als Kapellmeister gemacht hat, unter einem Dach. Hanna muss feststellen, dass sich der alte Bruck ziemlich verändert hat und schon seit langem nicht mehr komponiert. Über Hanna lernt Thomas eines Tages deren Schülerin, die junge Japanerin Namiko Sanada kennen. Bruck ist fasziniert von dem Klang ihrer Gesangsstimme und verliebt sich bald in die um Jahrzehnte jüngere Frau, ohne dass er sich ihr gegenüber erklärt. Diese tiefe Zuneigung erweist sich bald als Inspiration, und Thomas beginnt nun nach langer Zeit wieder zu komponieren. Bald hat er eine Oper geschrieben, deren Hauptpartie Namiko singen soll. Walter, der nichts von Thomas’ Gefühlen gegenüber der Japanerin weiß, schlägt die berühmte Operndiva Corelli für die Hauptrolle vor und kann nicht verstehen, dass Bruck diesen Vorschlag zurückweist. Darüber kommt es zwischen dem alten und dem jungen Künstler zum handfesten Krach.
Der Direktor der Wiener Staatsoper schließt sich Brucks Auffassung an, dass Namiko die Idealbesetzung für das neue Stück ist, und so beginnen schließlich die Proben mit der Nachwuchssängerin. Die enge Zusammenarbeit zwischen der Japanerin und ihrem Kapellmeister Walter von Hooven führt dazu, dass Walter seinen Widerstand gegen Namiko aufgibt und sich in sie verliebt. Dies beruht auf Gegenseitigkeit. Bruck bleibt diese schmerzliche Entwicklung nicht verborgen, er weiß aber, dass er nichts dagegen tun kann. Als er gedankenverloren durch Wiens Straßen schlendert, wird er von einem Auto angefahren und dabei schwer verletzt. Als Hanna ihren Sohn und Namiko in vertrauter Zweisamkeit in deren Garderobe sieht, ahnt sie die Zusammenhänge und begreift, wieso es zu diesem schrecklichen Unfall kommen musste. Namiko war nicht nur Brucks letzte Liebe, er hat seine Gefühle auch zum Titel seines künstlerischen Abschiedswerks gemacht, das nun als „Unvollendete“ in Wien uraufgeführt werden muss. „Letzte Liebe“ wird ein triumphaler Erfolg und ebnet Namiko eine große Gesangskarriere. Doch als sie von den Zusammenhängen erfährt, glaubt sie, an Brucks Tod Mitschuld zu haben und versagt sich der Liebe zu Walter. Ohne ein Wort der Erklärung und ohne Abschied verlässt sie Wien.

## Produktionsnotizen
Letzte Liebe entstand ab dem 20. November 1934 bis Januar 1935 im Tobis-Sascha-Atelier in Wien-Rosenhügel und wurde am 28. Februar 1935 in Wien uraufgeführt. Eine deutsche Premiere fand angesichts der starken jüdischen Beteiligung (Regisseur Fritz Schulz, die Drehbuchautoren, Produzent Rudi Loewenthal, Kameramann Willy Goldberger, Filmeditor Paul Falkenberg) in Hitler-Deutschland nicht statt.
Karl Ehrlich übernahm die Produktionsleitung, Artur Berger und Alfred Kunz entwarfen die von Emil Stepanek umgesetzten Filmbauten. Kunz entwarf auch die Kostüme. Für den Ton sorgte Alfred Norkus. Karl Paryla gab hier seinen Einstand vor der Kamera.
Letzte Liebe erhielt als nur einer von zwei Filmen vom österreichischen Bundesministerium für Unterricht das Prädikat »kulturell wertvoll« zugesprochen.

## Musik
Folgende Musiktitel wurden gespielt:
- Ich laß’ mir meine Träume nicht verbieten
- Nur wo das ganze Herz Dich ruft!
- Und dennoch lieb’n wir dich, Land uns’rer Väter

## Kritiken
Paimann’s Filmlisten resümierte: „Eine eigentlich kleine Fabel mit nur gefühlsmäßig zu erfassenden Voraussetzungen, viel milieuhaftem und musikalischem Detail, welches, von der Regie nicht immer handlungsfördernd verwandt, als retardierende Passage wirkt. Ganz ausgezeichnet hingegen die Darstellung: Jaray dem genialen Bassermann ein würdiger Gegenspieler, Michiko Meinl, unstargemäß, verinnerlicht, fast zu verhalten. (…) Zweifellos über dem Durchschnitt.“
Auf film.at heißt es: „Letzte Liebe besticht durch seine düstere, schicksalsschwangere Atmosphäre und wartet mit einer Vielzahl großer Namen auf.“